# Josephine Teyová
Josephine Teyová, vlastním jménem Elizabeth MacKintoshová (25. července 1896 Inverness – 13. února 1952 Londýn) byla skotská spisovatelka.

## Život
Vystudovala Anstey College of Physical Education v Birminghamu a pracovala jako učitelka tělocviku. V roce 1923 se vrátila do rodného Invernessu, aby pečovala o staré rodiče, a stala se profesionální spisovatelkou. Psala divadelní hry s historickými náměty pod pseudonymem Gordon Daviot a detektivní romány s hlavní postavou inspektora Alana Granta pod pseudonymem Josephine Teyová. Žila v ústraní a odmítala veškerou publicitu.

## Dílo
Její nejznámější knihou je Vrah či oběť? (originál vyšel v roce 1951 pod názvem The Daughter of Time). Děj se odehrává v nemocnici, kde se detektiv Alan Grant zotavuje po zranění utrpěném při výkonu služby. Čas si krátí tím, že se s pomocí moderních kriminalistických metod snaží vyřešit záhadné zmizení následníka anglického trůnu Eduarda V. a jeho bratra Richarda. Kritickým rozborem dobových pramenů pak vyvrací obecně sdílené přesvědčení, že oba chlapce nechal zlikvidovat jejich strýc Richard III. (název knihy vychází z výroku Francise Bacona: „Pravda je dcerou času.“) Kniha v roce 1990 zvítězila v anketě 100 nejlepších detektivních románů všech dob.

## Česká vydání
- Skandál v Milfordu, Odeon 1979
- Vrah či oběť?, Nakladatelství Lidové noviny 2004